# Marie de La Ferté-Senneterre
Marie de La Ferté-Senneterre, född 1654, död 1726, var en fransk hovfunktionär. Hon var guvernant till Frankrikes barn mellan 1709 och 1710. 
Marie Isabelle Gabrielle Angélique de La Mothe-Houdancourt var dotter till Philippe de La Mothe-Houdancourt och Louise de Prie. Hennes mor var kunglig guvernant.
Hon gifte sig med Henri-François de Saint-Nectaire, hertig av La Ferté-Senneterre, och fick två barn, Françoise Charlotte de Saint-Nectaire och markisen de Lévis-Mirepoix.
Från 1709 till 1710 var hon guvernant för Frankrikes barn i Versailles; hon ärvde tjänsten när hennes mor avled. Som kunglig guvernant var hon ansvarig för utbildningen av barnen till Ludvig, hertig av Burgund: den framtida Ludvig XV och hertigen av Bretagne. Hon överlät redan efter ett år, 1710, tjänsten på sin syster, som redan varit biträdande guvernant i flera år.
När hennes mor dog 1709, ärvde hon också Château de Montpoupon. Efter en rättsvist med sin make under många år var deras oenighet fullständig och de levde separata liv. Hon tillbringade sitt liv vid hovet där hon var omtyckt och hade en stark ställning även efter att hon avsagt sig sin hovtjänst. 